# Gołąbek jasnozarodnikowy
Gołąbek jasnozarodnikowy (Russula pallidospora J. Blum ex Romagn.) – gatunek grzybów należący do rodziny gołąbkowatych (Russulaceae).

## Systematyka i nazewnictwo
Pozycja w klasyfikacji według Index Fungorum: Russula, Russulaceae, Russulales, Incertae sedis, Agaricomycetes, Agaricomycotina, Basidiomycota, Fungi.
Po raz pierwszy opisali go w 1967 roku Jean Blum i Henri Charles Louis Romagnesi we Francji. Synonim: Russula pseudodelica var. pallidospora J. Blum 1962. Alina Skirgiełło w 1991 r. nadała mu polską nazwę gołąbek jasnozarodnikowy.

## Morfologia
Kapelusz
Średnica do 15 cm, w stanie dojrzałym wklęsły, nawet szeroko lejkowaty z ostrym, silnie podwiniętym i omszonym brzegiem, początkowo w zewnętrznych częsciach biały, ale szybko zmieniający barwę na żółtawą do jasnoochrowej, czasami tylko w postaci plam. Miejsca pęknięte i wyżarte są ciemniejsze, cielistobrązowe. Skórka sucha, matowa, gładka, zwykle z resztkami próchnicy, z trudnością dająca się odedrzeć do 1/3 promienia.
Blaszki
Średnio gęste i średniej grubości z licznymi blaszeczkami, dość wyraźnie zbiegające na trzon, o szerokości 5–8 mm, przy brzegu ostre, o barwie kości słoniowej, u starszych okazów kremowoochrowe do cielistożółtych.
Trzon
Wysokość do 5 cm, grubość do 3 cm, twardy, pełny. Powierzchnia gładka, lub delikatnie omszona, u starszych okazów siatkowato chropowata, biała, w miejscach wyżartych przez ślimaki o barwie od umbrowej do rdzawożółtej.
Miąższ
Gruby, twardy, biały, nie zmieniający barwy po zgnieceniu, ale w miejscach wyżartych zbrązowiały. Zapach wyraźnie owocowy, smak początkowo łagodny, ale po chwili nieco gorzkawy. W fenolu barwi się na brązowopurpurowo.
Wysyp zarodników
Ciemnokremowy.
Cechy mikroskopowe
Zarodniki 7–9 × 6–7 µm, kuliste lub odwrotnie jajowate, pokryte brodawkami z tendencją do tworzenia struktury siateczkowatej lub paciorkowatych grzebieni. Podstawki 52–60 × 9–11 µm. Cystydy duże, o szerokości do 10 µm i oleistej treści, która w sulfowanilinie barwi się na brązowawo. W miąższu kapelusza i w korze trzonu przewody mleczne.

## Występowanie i siedlisko
Podano jego stanowiska w Ameryce Północnej, Europie i Azji. Alina Skirgiełło w 1991 roku podała, że prawdopodobnie występuje także w Polsce, do 2024 r. nie podano jednak jego stanowisk.
Naziemny grzyb mykoryzowy występujący w lasach bukowych i dębowych.